# کاستلروتو
کاستلروتو (به ایتالیایی: Castelrotto) یک منطقهٔ مسکونی در ایتالیا است که در تیرول جنوبی واقع شده‌است.

## خصوصیات
کاستلروتو ۱۱۷٫۸ کیلومترمربع مساحت و ۶٬۴۵۶ نفر جمعیت دارد.

## خواهرخوانده
شهر روتاخ-اگرن خواهرخواندهٔ کاستلروتو هست.